# Barbara Palacios
Barbara Palacios là một nữ hoàng sắc đẹp của Venezuela. Năm 1986, bà đồng thời đăng quang hai danh hiệu Hoa hậu Venezuela và Hoa hậu Hoàn vũ. Bà cũng là người phụ nữ thứ ba của Venezuela đoạt danh hiệu Hoa hậu Hoàn vũ. Barbara Palacios từng là Bộ trưởng Bộ Du lịch của Venezuela.